# Ich – Axel Cäsar Springer
Ich – Axel Cäsar Springer (Untertitel: Erklärung eines Wunders – Tatsachen und Deutungen) ist eine filmische Biografie des Verlegers Axel Springer des Deutschen Fernsehfunks (DFF) der DDR. Der Fernseh-Fünfteiler wurde von 1968 bis 1970 ausgestrahlt.
Im Film wird der Werdegang des Verlegers Axel Springer dargestellt. Die Erstaufführung fand im ersten Programm des DFF-Fernsehens am 17. März, 30. November und 1. Dezember 1968 sowie am 1. und 3. März 1970 statt. Realisiert wurde das Projekt unter immensem materiellen wie personellen Aufwand von der DEFA: der Fünfteiler kostete über 7.000.000 Mark der DDR.

## Handlung
1. Vom schweren Anfang: Deutschland in den Jahren 1945/46: Springer erhält in Altona die Lizenz für seine Zeitung Weiße Weste. Er verdankt sie seinen alten, einflussreichen Freunden Lorenz und Alsen.
2. Männer werden gemacht: In der Bundesrepublik der 1950er Jahre sichert sich Springer Freunde in allen politischen Lagern. Seine Konkurrentin Antje Broschek vom Hamburger Fremdenblatt bekämpft er dagegen rücksichtslos. Springers Blätter bestimmen mittlerweile die politische Meinung der Bevölkerung.
3. Seid nett zueinander: Der Betriebsrat des Fremdenblattes sammelt brisantes und belastendes Material über Springers Vergangenheit. Axel Cäsar Springer heiratet Lorenz’ Tochter Rosemarie. Sie hilft ihm bei der Gründung der Boulevardzeitung Bild.
4. Der gemachte Mann: Gegen Ende der 1950er Jahre drängt Springer auf den umkämpften Berliner Zeitungsmarkt. Er konkurriert vor allem mit den Zeitungen des Ullstein-Verlages. Um dessen Marktposition zu schwächen, nutzt Springer seinen politischen Einfluss.
5. Der Königsmacher: Berlin, Anfang der 1960er Jahre. Während der Konkurrenzkampf zwischen Springer und Ullstein weitergeht, plant er den Neubau seines Verlagshochhauses unmittelbar an der innerdeutschen Sektorengrenze in Berlin.

## Auszeichnungen
- Nationalpreis der DDR III. Klasse im Kollektiv für den Hauptdarsteller Horst Drinda

## Hintergründe
- Lisa Schoß: Skandale, Sex, Sensationen – und der Griff in die antisemitische Trickkiste: Ich, Axel Caesar Springer (1968–1970). In: Von verschiedenen Standpunkten. Die Darstellung jüdischer Erfahrung im Film der DDR. Schriftenreihe der DEFA-Stiftung, Bertz + Fischer Verlag, Berlin: 2023, ISBN 978-3-86505-423-4, S. 487–499.
- Jochen Staadt, Tobias Voigt, Stefan Wolle: Feind-Bild Springer. Ein Verlag und seine Gegner. Vandenhoeck & Ruprecht, Göttingen 2009, ISBN 3-525-36381-8 / ISBN 978-3-525-36381-2.
- Bespitzelt Springer – Wie die Stasi einen Medienkonzern ausspähte, 2010, Doku von Tilman Jens unter Verwendung von Auszügen der TV-Serie.

## DVD
Die Serie wurde im Jahr 2012 von der ARD in den Reihen Große Geschichten und DDR TV Archiv auf DVD veröffentlicht.